# Турсино
Турсино — деревня в Юрьев-Польском районе Владимирской области России, входит в состав Красносельского сельского поселения.

## География
Деревня расположена в 15 км на юг от райцентра города Юрьев-Польский.

## История
В XIX — начале XX века деревня входила в состав Семьинской волости Юрьевского уезда, с 1925 года — в составе Калининской волости Юрьев-Польского уезда Иваново-Вознесенской губернии. В 1859 году в деревне числилось 18 дворов, в 1905 году — 36 дворов.
С 1929 года деревня входила в состав Семьинского сельсовета Юрьев-Польского района, с 1959 года — в составе Кучковского сельсовета, с 2005 года — в составе Красносельского сельского поселения.

## Население
| 1859 | 1905 | 2002 | 2010 | 2021 |
| ---- | ---- | ---- | ---- | ---- |
| 142  | ↗210 | ↘11  | ↗13  | ↘11  |